# Javier Salazar Lizarraga
Javier Salazar Lizárraga (27 de julio de 1977, Madrid, España) es un exjugador de rugby español. Su puesto en el campo era de pilar jugando tanto de 1 como de 3.

## Biografía
Javier Salazar, comienza a jugar tardíamente, con dieciocho años nada más llegar a la universidad en el equipo Universidad Cardenal Cisneros. Sin embargo, su tardía llegada al rugby no ha impedido que se convierta en un pilar potente y fuerte que tras unos años pasa a formar parte de uno de los clubes con más solera del panorama nacional el Real Club Canoe con el que jugó en División de Honor, en la European Challenge Cup y en la European Shield. Fruto de estos partidos en competición europea en el verano de 2004 es fichado por el club francés del Top 16 (ahora Top 14) FC Auch, con el que jugó una temporada. A la siguiente temporada volvió al Canoe (CRC Madrid Noroeste por entonces) que se encontraba en División de Honor B, al final de la misma consigue el ascenso con su club y decide irse a probar suerte a Nueva Zelanda. Recaló en el mismo club en el que años atrás estuvo Oriol Ripol, el Freyberg Old Boys que tras varios partidos en la disciplina de este equipo neozelandés, es seleccionado para formar parte de los Manawatu Turbos del National Provincial Championship, que es un campeonato provincial profesional en el que los jugadores son seleccionados de los clubes de la región a la que pertenece la franquicia para participar en él. Sin embargo, y a pesar de lo edificante que es la experiencia, decide volver con su club, con el que juega en la actualidad el CRC Madrid.
Javier Salazar debutó en 2000 con la Selección de rugby de España y desde entonces se ha convertido en una pieza fundamental del combinado nacional, llegando a jugar dos de los partidos más importantes que ha jugado España: el partido contra la Selección Australiana de 2001 y el que enfrentó al combinado nacional contra Los Barbarians de 2006

## Carrera profesional
Tras probar el rugby en la universidad, Javier Salazar, se ha dedicado a jugar al rugby al más alto nivel desde hace diez años recalando por varios clubes de distintos países
Es habitual de la selección nacional, tanto de 1 como de 3, siendo convocado en numerosas ocasiones y para partidos importantes de la selección.

### Clubes
| Temporada(s) | Club                          | Partidos | Titular | Puntos |
| ------------ | ----------------------------- | -------- | ------- | ------ |
| 1995-1998    | Universidad Cardenal Cinseros |          |         |        |
| 1998-2003    | R Canoe/Madrid 2012           |          |         |        |
| 2004-2005    | Football-Club Auch            | 6        | 0       | 0      |
| 2005-2006    | CRC Madrid Noroeste           |          |         |        |
| 2006         | Freyberg Old Boys             |          |         |        |
| 2006         | Manawatu Turbos               |          |         |        |
| 2006-2015    | CRC Madrid                    |          |         |        |
| 2009-2010    | Gatos de Madrid               | 9        |         | 0      |

### Selecciones
Debuta con la selección española el 6 de febrero de 2000, en la ciudad de Inca, frente a la Selección de rugby de Holanda consiguiendo un ensayo el día de su debut internacional.
Ha sido titular en los dos partidos más importantes, y por ahora únicos frente a estos equipos, de la historia reciente de la selección española de rugby, en el Test Match que enfrentó al XV del León a los Wallabies el 1 de noviembre de 2001 en el Campo Central de la Ciudad Universitaria y que acabó con una derrota de los leones por 10-92. Y en el partido de exhibición frente a los Barbarians, junto con su actual compañero de equipo Ion Insausti que se celebró el 23 de mayo de 2007 en el Estadio Manuel Martínez Valero de Elche (Alicante), que también acabó con derrota local.

## Palmarés
(Hasta 14 de julio de 2009)

### Clubes
- 1 European Shield con el Football-Club Auch (2005)
- 2 ligas de División de Honor: 2000 y 2009 (CRC Madrid)
- 1 Liga Superibérica: 2009 (Gatos de Madrid)
- 5 copas del Rey: 2001, 2002, 2003, 2008 y 2009 (CRC Madrid)

### Selecciones
- 56 internacionalidades desde el año 2000 divididas como sigue: 5 en el 2000, 7 en el 2001, 9 en el 2002, 8 en el 2003, 4 en el 2004, 3 en el 2005, 4 en el 2006, 7 en el 2007, 6 en el 2008, 3 en el 2009.
- 15 puntos fruto de 3 ensayos ha logrado vistiendo la camiseta nacional.